# Diecezja Anuradhapura
Diecezja Anuradhapura (łac.: Dioecesis Anuradhapurensis) – rzymskokatolicka diecezja ze stolicą w Anuradhapurze w Sri Lance, wchodząca w skład Metropolii Kolombo. Siedziba biskupa znajduje się w Katedrze św. Józefa w Anuradhapurze. 

## Historia
Diecezja Anuradhapura powstała 19 grudnia 1975 jako prefektura apostolska, podniesiona w dniu 18 marca 1982 do rangi diecezji.

## Biskupi diecezjalni
- Henry Goonewardena OMI (1975–1995)
- Oswald Gomis (1995–2002)
- Norbert Marshall Andradi OMI (od 2003)

## Podział administracyjny
W skład diecezji Anuradhapura wchodzi 15 parafii.

## Główne świątynie
- Katedra: Katedra św. Józefa w Anuradhapurze